# 알 레옹
알 레옹(Al Leong, 1952년 9월 30일 ~ )은 미국의 배우, 영화배우, 텔레비전 배우, 태권도 선수, 스턴트 배우, 각본가이다.
세인트루이스에서 태어났다.

## 영화
- 어썸 아시안 배드 가이즈 (2014년)
- 슬레지: 디 언톨드 스토리 (2005년) - 이블 닥터 역
- 포비든 워리어 (2004년)
- 스콜피온 킹 (2002년)
- 더블 드래곤 (1994년)
- 쉐도우 (1994년)
- 하드 헌티드 (1992년)
- 지옥의 반담 (1990년)
- 케이지 (1989년)
- 해변의 음모 (1989년)
- 엑설런트 어드벤쳐 (1989년)
- 결혼의 조건 (1988년)
- 다이 하드 (1988년)
- 빅 트러블 (1986년)
- 환상 특급 (1983년)
- A 특공대 - TV시리즈 (1983년)
- 후커와 로마노 (1982년)
- 더 폴 가이 (1981년)